# Championnats du monde de patinage artistique 2000
Navigation
Mondiaux 1999 Mondiaux 2001
Les Championnats du monde de patinage artistique 2000 ont lieu du 27 mars au 2 avril 2000 au palais des expositions Acropolis de Nice en France. C'est la septième fois que la France organise les mondiaux de patinage artistique après les éditions de 1936, 1949, 1952, 1958, 1971 et 1989.
Les championnats du monde avaient été attribués à Brisbane, en Australie, mais l'Union internationale de patinage a annulé cette décision à l'automne 1999 en raison de l'incapacité de l'organisateur australien de permettre une diffusion adéquate, et a nommé Nice comme nouveau site des mondiaux.

## Qualifications
Les patineurs sont éligibles à l'épreuve s'ils représentent une nation membre de l'Union internationale de patinage (International Skating Union en anglais) et s'ils ont atteint l'âge de 15 ans avant le 1er juillet 1999. Les fédérations nationales sélectionnent leurs patineurs en fonction de leurs propres critères.
Sur la base des résultats des championnats du monde 1999, l'Union internationale de patinage autorise chaque pays à avoir de une à trois inscriptions par discipline.
| Entrées                                                    | Messieurs                                                        | Dames                                      | Couples                                          | Danse sur glace                                                    |
| ---------------------------------------------------------- | ---------------------------------------------------------------- | ------------------------------------------ | ------------------------------------------------ | ------------------------------------------------------------------ |
| 3                                                          | Russie                                                           | Russie États-Unis                          | Russie                                           | France Italie                                                      |
| 2                                                          | Allemagne Australie Canada Chine France Japon Ukraine États-Unis | France Hongrie Ouzbékistan Pologne Ukraine | Allemagne Canada Chine France Pologne États-Unis | Allemagne Canada France Italie Lituanie Pologne Ukraine États-Unis |
| Les pays non listés dans ce tableau ont droit à une entrée |                                                                  |                                            |                                                  |                                                                    |

Pour la huitième année, l'Union internationale de patinage impose une ronde des qualifications pour les catégories individuelles masculine et féminine. Les qualifications sont divisées en deux groupes A et B. Pour les mondiaux 2000, le top 15 de chaque groupe accède au programme court, puis le top 24 accède au programme libre. Les scores des qualifications comptent pour le score final.

## Podiums
| Épreuves                            | Or                                 | Argent                                  | Bronze                                |
| ----------------------------------- | ---------------------------------- | --------------------------------------- | ------------------------------------- |
| Messieurs résultats détaillés       | Aleksey Yagudin                    | Elvis Stojko                            | Michael Weiss                         |
| Dames résultats détaillés           | Michelle Kwan                      | Irina Sloutskaïa                        | Maria Butyrskaya                      |
| Couples résultats détaillés         | Maria Petrova / Aleksey Tikhonov   | Shen Xue / Zhao Hongbo                  | Sarah Abitbol / Stéphane Bernadis     |
| Danse sur glace résultats détaillés | Marina Anissina / Gwendal Peizerat | Barbara Fusar Poli / Maurizio Margaglio | Margarita Drobiazko / Povilas Vanagas |

## Tableau des médailles
| Rang  | Nation     | Or | Argent | Bronze | Total |
| ----- | ---------- | -- | ------ | ------ | ----- |
| 1     | Russie     | 2  | 1      | 1      | 4     |
| 2     | États-Unis | 1  | 0      | 1      | 2     |
| 2     | France     | 1  | 0      | 1      | 2     |
| 4     | Canada     | 0  | 1      | 0      | 1     |
| 4     | Chine      | 0  | 1      | 0      | 1     |
| 4     | Italie     | 0  | 1      | 0      | 1     |
| 7     | Lituanie   | 0  | 0      | 1      | 1     |
| Total | Total      | 4  | 4      | 4      | 12    |

## Accidents
Il y a eu deux accidents entraînant des retraits lors de ces championnats du monde, dans les compétitions des couples et de la danse sur glace.
Les ukrainiens Julia Obertas et Dmitri Palamarchuk, 10e après le programme court, se sont retirés de la compétition des couples artistiques après une chute lors du programme libre. Dmitri Palamarchuk a attrapé un bord du patin droit de sa partenaire en exécutant un porté aérien et est tombé, entraînant sa partenaire qui était au-dessus de lui dans sa chute. Julia Obertas n'a pas été blessée mais Dmitri Palamarchuk s'est cogné la tête sur la glace. Il est resté allongé pendant plusieurs minutes sur la glace avant de se lever et de quitter la glace tout seul, mais a ensuite perdu connaissance et a été emmené à l'hôpital. Aucun dommage n'a été constaté, mais il est resté dans l'établissement hospitalier pendant la nuit pour observation.
Dans la compétition de danse sur glace, les bulgares Albena Denkova et Maxim Staviski, qui étaient 8e après la danse originale, ont également dû se retirer. Albena Denkova a été gravement blessée lors de l'entraînement précédant la danse libre lorsque la lame de l'américain Peter Tchernyshev lui a coupé la jambe au-dessus de sa botte, coupant deux tendons et un muscle.
Un autre incident a eu lieu lors de ces mondiaux. Le patineur français de couple Stéphane Bernadis a déclaré qu'il avait été attaqué  le mardi 28 mars par un assaillant inconnu avec un rasoir lorsqu'il a ouvert la porte de sa chambre d'hôtel. Les dommages constatés furent une coupure de quelques centimètres sur son bras gauche. Stéphane Bernadis a déclaré qu'il avait reçu une menace de mort trois semaines plus tôt.

## Détails des compétitions
Pour la saison 1999/2000, les calculs des points se font selon la méthode suivante :
- chez les Messieurs et les Dames (0.4 point par place pour les qualifications, 0.6 point par place pour le programme court, 1 point par place pour le programme libre)
- chez les Couples artistiques (0.5 point par place pour le programme court, 1 point par place pour le programme libre)
- en danse sur glace (0.4 point par place pour les deux danses imposées, 0.6 point par place pour la danse originale, 1 point par place pour la danse libre)

### Messieurs
| Rang                                        | Nom                   | Nation           | Points | Qualif. B | Qualif. A | Prog. court | Prog. libre |
| ------------------------------------------- | --------------------- | ---------------- | ------ | --------- | --------- | ----------- | ----------- |
| 1                                           | Aleksey Yagudin       | Russie           | 2.0    |           | 1         | 1           | 1           |
| 2                                           | Elvis Stojko          | Canada           | 5.4    | 1         |           | 5           | 2           |
| 3                                           | Michael Weiss         | États-Unis       | 5.6    |           | 2         | 3           | 3           |
| 4                                           | Evgeni Plushenko      | Russie           | 6.0    | 2         |           | 2           | 4           |
| 5                                           | Li Chengjiang         | Chine            | 12.0   |           | 3         | 8           | 6           |
| 6                                           | Aleksandr Abt         | Russie           | 15.6   | 3         |           | 4           | 12          |
| 7                                           | Stanick Jeannette     | France           | 16.0   | 5         |           | 10          | 8           |
| 8                                           | Guo Zhengxin          | Chine            | 16.0   | 4         |           | 9           | 9           |
| 9                                           | Vincent Restencourt   | France           | 16.4   |           | 7         | 11          | 7           |
| 10                                          | Takeshi Honda         | Japon            | 17.2   |           | 5         | 17          | 5           |
| 11                                          | Timothy Goebel        | États-Unis       | 17.4   | 8         |           | 7           | 10          |
| 12                                          | Anthony Liu           | Australie        | 20.4   | 7         |           | 6           | 14          |
| 13                                          | Vitali Danilchenko    | Ukraine          | 20.6   | 6         |           | 12          | 11          |
| 14                                          | Stefan Lindemann      | Allemagne        | 22.4   |           | 4         | 13          | 13          |
| 15                                          | Dmytro Dmytrenko      | Ukraine          | 27.2   |           | 8         | 15          | 15          |
| 16                                          | Andrejs Vlascenko     | Allemagne        | 28.0   |           | 6         | 16          | 16          |
| 17                                          | Roman Skorniakov      | Ouzbékistan      | 31.8   | 10        |           | 18          | 17          |
| 18                                          | Ivan Dinev            | Bulgarie         | 32.0   | 9         |           | 14          | 20          |
| 19                                          | Ben Ferreira          | Canada           | 34.4   | 11        |           | 20          | 18          |
| 20                                          | Michael Tyllesen      | Danemark         | 34.4   |           | 10        | 19          | 19          |
| 21                                          | Markus Leminen        | Finlande         | 40.0   |           | 12        | 22          | 22          |
| 22                                          | Patrick Meier         | Suisse           | 40.2   |           | 9         | 21          | 24          |
| 23                                          | Sergei Rylov          | Azerbaïdjan      | 40.6   | 13        |           | 24          | 21          |
| 24                                          | Konstantin Kostin     | Lettonie         | 41.6   | 12        |           | 23          | 23          |
| Patineurs éliminés après le programme court |                       |                  |        |           |           |             |             |
| 25                                          | Vakhtang Murvanidze   | Géorgie          |        |           | 13        | 25          | NC          |
| 26                                          | Szabolcs Vidrai       | Hongrie          |        |           | 11        | 27          | NC          |
| 27                                          | Yamato Tamura         | Japon            |        | 14        |           | 26          | NC          |
| 28                                          | Cornel Gheorghe       | Roumanie         |        |           | 14        | 28          | NC          |
| 29                                          | Matthew Davies        | Royaume-Uni      |        | 15        |           | 29          | NC          |
| 30                                          | Yuri Litvinov         | Kazakhstan       |        |           | 15        | 30          | NC          |
| Patineurs éliminés après les qualifications |                       |                  |        |           |           |             |             |
| 31                                          | Kevin Van Der Perren  | Belgique         |        |           | 16        | NC          | NC          |
| 31                                          | Robert Grzegorczyk    | Pologne          |        | 16        |           | NC          | NC          |
| 33                                          | Lee Kyu-hyun          | Corée du Sud     |        | 17        |           | NC          | NC          |
| 33                                          | Róbert Kažimír        | Slovaquie        |        |           | 17        | NC          | NC          |
| 35                                          | Michael Shmerkin      | Israël           |        | 18        |           | NC          | NC          |
| 35                                          | Patrick Schmit        | Luxembourg       |        |           | 18        | NC          | NC          |
| 37                                          | Bradley Santer        | Australie        |        | 19        |           | NC          | NC          |
| 37                                          | Angelo Dolfini        | Italie           |        |           | 19        | NC          | NC          |
| 39                                          | Ricky Cockerill       | Nouvelle-Zélande |        |           | 20        | NC          | NC          |
| 39                                          | Jan Čejvan            | Slovénie         |        | 20        |           | NC          | NC          |
| 41                                          | Lukáš Rakowski        | Tchéquie         |        | 21        |           | NC          | NC          |
| 41                                          | Clemens Jonas         | Autriche         |        |           | 21        | NC          | NC          |
| 43                                          | Jordi Pedro           | Espagne          |        |           | 22        | NC          | NC          |
| 43                                          | Margus Hernits        | Estonie          |        | 22        |           | NC          | NC          |
| 45                                          | Filip Stiller         | Suède            |        | 23        |           | NC          | NC          |
| 45                                          | Panagiotis Markouizos | Grèce            |        |           | 23        | NC          | NC          |
| 47                                          | Riccardo Olavarrieta  | Mexique          |        | 24        |           | NC          | NC          |

### Dames
| Rang                                          | Nom                     | Nation         | Points | Qualif. B | Qualif. A | Prog. court | Prog. libre |
| --------------------------------------------- | ----------------------- | -------------- | ------ | --------- | --------- | ----------- | ----------- |
| 1                                             | Michelle Kwan           | États-Unis     | 3.6    | 2         |           | 3           | 1           |
| 2                                             | Irina Sloutskaïa        | Russie         | 3.6    | 1         |           | 2           | 2           |
| 3                                             | Maria Butyrskaya        | Russie         | 4.0    |           | 1         | 1           | 3           |
| 4                                             | Vanessa Gusmeroli       | France         | 9.2    | 7         |           | 4           | 4           |
| 5                                             | Sarah Hughes            | États-Unis     | 9.2    | 3         |           | 5           | 5           |
| 6                                             | Viktoria Volchkova      | Russie         | 13.4   | 4         |           | 8           | 7           |
| 7                                             | Júlia Sebestyén         | Hongrie        | 14.4   |           | 3         | 7           | 9           |
| 8                                             | Jennifer Robinson       | Canada         | 15.0   | 6         |           | 11          | 6           |
| 9                                             | Angela Nikodinov        | États-Unis     | 16.6   | 5         |           | 6           | 11          |
| 10                                            | Elena Liashenko         | Ukraine        | 17.6   |           | 4         | 10          | 10          |
| 11                                            | Mikkeline Kierkgaard    | Danemark       | 17.8   |           | 2         | 15          | 8           |
| 12                                            | Yoshie Onda             | Japon          | 22.4   | 8         |           | 12          | 12          |
| 13                                            | Sabina Wojtala          | Pologne        | 24.0   | 9         |           | 9           | 15          |
| 14                                            | Diána Póth              | Hongrie        | 25.2   |           | 11        | 13          | 13          |
| 15                                            | Alisa Drei              | Finlande       | 27.2   |           | 7         | 14          | 16          |
| 16                                            | Anna Rechnio            | Pologne        | 27.8   |           | 9         | 17          | 14          |
| 17                                            | Zoya Douchine           | Allemagne      | 32.4   |           | 6         | 20          | 18          |
| 18                                            | Tatiana Malinina        | Ouzbékistan    | 32.4   |           | 5         | 19          | 19          |
| 19                                            | Silvia Fontana          | Italie         | 33.6   | 10        |           | 21          | 17          |
| 20                                            | Anna Lundström          | Suède          | 34.0   |           | 8         | 18          | 20          |
| 21                                            | Galina Maniachenko      | Ukraine        | 34.2   |           | 9         | 16          | 21          |
| 22                                            | Sun Siyin               | Chine          | 40.4   | 13        |           | 22          | 22          |
| 23                                            | Ivana Jakupcevic        | Croatie        | 42.8   | 12        |           | 25          | 23          |
| 24                                            | Shirene Human           | Afrique du Sud | 43.0   |           | 13        | 23          | 24          |
| Patineuses éliminées après le programme court |                         |                |        |           |           |             |             |
| 25                                            | Kaja Hanevold           | Norvège        |        |           | 15        | 24          | NC          |
| 26                                            | Roxana Luca             | Roumanie       |        |           | 12        | 26          | NC          |
| 27                                            | Julia Lebedeva          | Arménie        |        | 14        |           | 27          | NC          |
| 28                                            | Anastasia Gimazetdinova | Ouzbékistan    |        | 11        |           | 29          | NC          |
| 29                                            | Valeria Trifancova      | Lettonie       |        |           | 14        | 28          | NC          |
| 30                                            | Marion Krijgsman        | Pays-Bas       |        | 15        |           | 30          | NC          |
| Patineuses éliminées après les qualifications |                         |                |        |           |           |             |             |
| 31                                            | Julia Vorobieva         | Azerbaïdjan    |        |           | 16        | NC          | NC          |
| 31                                            | Mojca Kopač             | Slovénie       |        | 16        |           | NC          | NC          |
| 33                                            | Olga Vassilieva         | Estonie        |        | 17        |           | NC          | NC          |
| 33                                            | Ellen Mareels           | Belgique       |        |           | 17        | NC          | NC          |
| 35                                            | Anna Wenzel             | Autriche       |        | 18        |           | NC          | NC          |
| 35                                            | Lucia Starovičová       | Slovaquie      |        |           | 18        | NC          | NC          |
| 37                                            | Tammy Sear              | Royaume-Uni    |        | 19        |           | NC          | NC          |
| 37                                            | Sarah-Yvonne Prytula    | Australie      |        |           | 19        | NC          | NC          |
| 39                                            | Nicole Skoda            | Suisse         |        | 20        |           | NC          | NC          |
| 39                                            | Diane Chen              | Taipei chinois |        |           | 20        | NC          | NC          |
| 41                                            | Liza Menagia            | Grèce          |        |           | 21        | NC          | NC          |
| 41                                            | Marta Andrade           | Espagne        |        | 21        |           | NC          | NC          |
| 43                                            | Rocio Salas Visuet      | Mexique        |        |           | 22        | NC          | NC          |
| 43                                            | Choi Young-eun          | Corée du Sud   |        | 22        |           | NC          | NC          |
| 45                                            | Helena Pajović          | RF Yougoslavie |        | 23        |           | NC          | NC          |

### Couples
| Rang                                      | Nom                                     | Nation      | Points | Prog. court | Prog. libre |
| ----------------------------------------- | --------------------------------------- | ----------- | ------ | ----------- | ----------- |
| 1                                         | Maria Petrova / Aleksey Tikhonov        | Russie      | 2.0    | 2           | 1           |
| 2                                         | Shen Xue / Zhao Hongbo                  | Chine       | 2.5    | 1           | 2           |
| 3                                         | Sarah Abitbol / Stéphane Bernadis       | France      | 5.0    | 4           | 3           |
| 4                                         | Jamie Salé / David Pelletier            | Canada      | 5.5    | 3           | 4           |
| 5                                         | Dorota Zagórska / Mariusz Siudek        | Pologne     | 8.5    | 7           | 5           |
| 6                                         | Tatiana Totmianina / Maksim Marinin     | Russie      | 10.0   | 8           | 6           |
| 7                                         | Kyoko Ina / John Zimmerman              | États-Unis  | 10.0   | 6           | 7           |
| 8                                         | Peggy Schwarz / Mirko Müller            | Allemagne   | 11.5   | 5           | 9           |
| 9                                         | Tiffany Scott / Phillip Dulebohn        | États-Unis  | 12.5   | 9           | 8           |
| 10                                        | Kristy Sargeant / Kris Wirtz            | Canada      | 15.5   | 11          | 10          |
| 11                                        | Mariana Kautz / Norman Jeschke          | Allemagne   | 18.0   | 12          | 12          |
| 12                                        | Marina Khalturina / Valeri Artyuchov    | Kazakhstan  | 19.0   | 16          | 11          |
| 13                                        | Kateřina Beránková / Otto Dlabola       | Tchéquie    | 19.5   | 13          | 13          |
| 14                                        | Inga Rodionova / Andrei Krukov          | Azerbaïdjan | 21.0   | 14          | 14          |
| 15                                        | Pang Qing / Tong Jian                   | Chine       | 22.5   | 15          | 15          |
| 16                                        | Evgenia Filonenko / Alexander Chestnikh | Géorgie     | 25.0   | 18          | 16          |
| 17                                        | Viktoria Shklover / Valdis Mintals      | Estonie     | 25.5   | 17          | 17          |
| 18                                        | Oľga Beständigová / Jozef Beständig     | Slovaquie   | 27.5   | 19          | 18          |
| 19                                        | Ekaterina Danko / Gennadi Emelienenko   | Biélorussie | 29.0   | 20          | 19          |
| Abandon                                   | Julia Obertas / Dmitri Palamarchuk      | Ukraine     |        | 10          |             |
| Couples éliminés après le programme court |                                         |             |        |             |             |
| 21                                        | Catherine Huc / Vivien Rolland          | France      |        | 21          | NC          |
| 22                                        | Tatjana Zaharjeva / Jurijs Salmanovs    | Lettonie    |        | 22          | NC          |
| Forfait                                   | Elena Berejnaïa / Anton Sikharulidze    | Russie      |        | NC          | NC          |

### Danse sur glace
| Rang                                                | Nom                                     | Nation             | Points | Danse imposée 1 | Danse imposée 2 | Danse originale | Danse libre |
| --------------------------------------------------- | --------------------------------------- | ------------------ | ------ | --------------- | --------------- | --------------- | ----------- |
| 1                                                   | Marina Anissina / Gwendal Peizerat      | France             | 2.6    | 1               | 1               | 2               | 1           |
| 2                                                   | Barbara Fusar-Poli / Maurizio Margaglio | Italie             | 3.4    | 2               | 2               | 1               | 2           |
| 3                                                   | Margarita Drobiazko / Povilas Vanagas   | Lituanie           | 7.0    | 4               | 4               | 4               | 3           |
| 4                                                   | Irina Lobatcheva / Ilia Averboukh       | Russie             | 7.0    | 3               | 3               | 3               | 4           |
| 5                                                   | Galit Chait / Sergei Sakhnovski         | Israël             | 10.4   | 6               | 6               | 5               | 5           |
| 6                                                   | Kati Winkler / René Lohse               | Allemagne          | 11.6   | 5               | 5               | 6               | 6           |
| 7                                                   | Olena Hrushyna / Ruslan Honcharov       | Ukraine            | 14.0   | 7               | 7               | 7               | 7           |
| 8                                                   | Naomi Lang / Peter Tchernyshev          | États-Unis         | 16.8   | 8               | 9               | 9               | 8           |
| 9                                                   | Sylwia Nowak / Sebastian Kolasiński     | Pologne            | 18.4   | 9               | 8               | 10              | 9           |
| 10                                                  | Marie-France Dubreuil / Patrice Lauzon  | Canada             | 20.8   | 10              | 11              | 11              | 10          |
| 11                                                  | Isabelle Delobel / Olivier Schoenfelder | France             | 23.0   | 12              | 12              | 12              | 11          |
| 12                                                  | Jamie Silverstein / Justin Pekarek      | États-Unis         | 25.4   | 14              | 14              | 13              | 12          |
| 13                                                  | Anna Semenovich / Roman Kostomarov      | Russie             | 26.6   | 13              | 13              | 14              | 13          |
| 14                                                  | Eliane Hugentobler / Daniel Hugentobler | Suisse             | 29.2   | 15              | 16              | 15              | 14          |
| 15                                                  | Megan Wing / Aaron Lowe                 | Canada             | 31.0   | 17              | 15              | 16              | 15          |
| 16                                                  | Natalia Romaniuta / Danil Barantsev     | Russie             | 33.8   | 18              | 17              | 18              | 16          |
| 17                                                  | Alexandra Kauc / Filip Bernadowski      | Pologne            | 37.0   | 19              | 19              | 19              | 18          |
| 18                                                  | Nakako Tsuzuki / Rinat Farkhoutdinov    | Japon              | 37.2   | 21              | 20              | 20              | 17          |
| 19                                                  | Stephanie Rauer / Thomas Rauer          | Allemagne          | 39.8   | 20              | 21              | 21              | 19          |
| 20                                                  | Zita Gebora / András Visontai           | Hongrie            | 43.0   | 25              | 24              | 22              | 20          |
| 21                                                  | Julie Keeble / Lukasz Zalewski          | Royaume-Uni        | 44.2   | 24              | 23              | 23              | 21          |
| 22                                                  | Zhang Weina / Cao Xianming              | Chine              | 45.4   | 23              | 22              | 24              | 22          |
| Abandon                                             | Albena Denkova / Maxim Staviski         | Bulgarie           |        | 11              | 10              | 8               |             |
| Abandon                                             | Federica Faiella / Luciano Milo         | Italie             |        | 16              | 18              | 17              |             |
| Couples de danse éliminés après la danse originale  |                                         |                    |        |                 |                 |                 |             |
| 25                                                  | Angelika Führing / Bruno Ellinger       | Autriche           |        | 22              | 25              | 26              | NC          |
| 26                                                  | Kateřina Kovalová / David Szurman       | Tchéquie           |        | 26              | 26              | 25              | NC          |
| 27                                                  | Alissa De Carbonnel / Alexander Malkov  | Biélorussie        |        | 28              | 28              | 27              | NC          |
| 28                                                  | Zuzana Durkovska / Marian Mesaros       | Slovaquie          |        | 27              | 27              | 28              | NC          |
| 29                                                  | Anna Mosenkova / Sergei Sychov          | Estonie            |        | 30              | 30              | 29              | NC          |
| 30                                                  | Tiffany Hyden / Vazgen Azroyan          | Arménie            |        | 29              | 29              | 30              | NC          |
| Couples de danse éliminés après les danses imposées |                                         |                    |        |                 |                 |                 |             |
| 31                                                  | Ana Galitch / Andrei Griazev            | Bosnie-Herzégovine |        | 31              | 31              | NC              | NC          |
| 32                                                  | Portia Duval-Rigby / Francis Rigby      | Australie          |        | 32              | 32              | NC              | NC          |